# سكوت غريغوري
سكوت غريغوري (بالإنجليزية: Scott Gregory)‏ هو متزلج فني أمريكي، ولد في 31 يوليو 1959 في أوبورن في الولايات المتحدة.

## وصلات خارجية
- سكوت غريغوري على موقع أوليمبيديا (الإنجليزية)